# Škorček norček
Škorček norček je literarni lik iz istoimenske, leta 1988 ustvarjene sodobne pravljice slovenskega avtorja, pesnika in pisatelja Jožeta Snoja.

## O pravljici
Pravljica se izvirno dotika tabujske teme splava, ki je močno povezana s temo smrti. Ta se v pravljici pojavi tudi kot čudežen način preobrazbe dečka v škorca. Deček namreč rabuta češnje na drevesu Tahudmožaka, ta pa ga pijan ustreli.

### Vsebina
Deček Maj je splezal na češnjo v vrtu Tahudmožaka, ki so se ga vsi bali. Ta je medtem odšel na pivo, ob vrnitvi pa opazil jato škorcev, ki so z Majem zobali češnje, in besen streljal v krošnjo. Deček se je čudežno spremenil v škorca in z jato poletel na varno. V pogovoru s Škorčkom zamorčkom, ki mu je Maj zaupal, da je človek, je prejel škorčje ime Škorček norček. Sprva se je še poskusil vrniti domov, vendar je bil zaradi preobrazbe prisiljen zaživeti med škorci, s katerimi je jeseni odletel v Deželo onkraj morja. Tam so na mivkasti obali prebivali goli otroci, se igrali s čimerkoli so si poželeli, jedli karkoli jim prišlo na misel, zaspali kjerkoli in kadarkoli so hoteli, le staršev niso imeli. Škorček norček je s pomočjo govorice ljudi odgovoril na mnoga otroška vprašanja, ki so se nanašala na običajni svet, sredi naraščajoče vznemirjenosti pa je prispela Večna punčka, »mamica« vseh otrok.  Škorček norček je v njej spoznal svojo sošolko Zariko, ki naj bi se nekoč odselila in zato zapustila šolo ter v katero je bil zaljubljen. Omenil ji je dogodek, po katerem je tudi ona njega prepoznala, obojestransko naklonjenost pa sta potrdila s poroko. Za gostijo so poskrbeli škorci, par pa je poročil Škorček zamorček. Med obredom se je Škorček norček preobrazil nazaj v dečka in otrokom postal »očka«. Srečne gostije pa še danes ni konec.

### Odlomek
"Da niso nikjer doma?« se je začudil Maj. »Tega pa res ne razumem. Vsak otrok, se mi zdi, ima kje kak dom, pa čeprav samo pri tujih ljudeh."

"Vsak, če je rojen,« je rekla Večna punčka pomenljivo.
"Rooojen?« je zinil Maj. »Menda---menda ne misliš reč, da tile nagci in nagice tule okrog naju niso bili rojeni?« je jecljal.
 »Tako je, niso bili. Nikoli!« je Maju pretreseno odvrnila Večna punčka. »Si predstavljaš? Nikoli!«
 Zdaj sploh ni bila več ne stroga, ne huda, ampak kar nekam žalostna.

"Njihovi očki in mamice so se jim odrekli, še preden so privekali na svet. Enostavno niso hoteli, da bi se jim rodili kot zdravi in lepi dojenčki. Mamice so jih - med nama, ki sva menda že odrasla, povedano - šle oddat v bolnišnico, še preden so v njihovih trebuščkih toliko zrasli, da bi lahko živeli in se razvijali v krepke in bistre dečke in deklice,« je nadaljevala.
"Hohočeš reč, da so taaam v bolnišnici uuumrli, še preden so zaživeli?« je vlekel besede in misel Maj. »Aaali je človek sploh že lahko živ, ne da bi bil prej rojen?"

## O literarnem liku
Ime dečka Maja, poimenovanega po maju, mesecu ljubezni, izraža njegovo človeškost, privrženost dobremu. Kot deček se ne boji strašnega Tahudmožaka, temveč mu pogumno kljubuje, ko se sladka z njegovimi češnjami.

Med škorci se ga zaradi njegove iskrenosti in vztrajnosti prime ime Škorček norček. Škorci ne verjamejo, da se je rodil v porodnišnici.

Junak poskuša kljubovati tudi čudežni preobrazbi, čarovniji, kot jo sam razume, in sicer tako, da se poskuša vrniti domov. Pri tem spozna, da kot škorec ne more živeti v svetu ljudi.

Skozi celotno zgodbo junak ohrani zavest, da je človek, ne glede na zunanjo pojavnost. To mu v Deželi onkraj morja omogoči stik z otroki, katerih govorice škorci sicer ne razumejo. 

Junak doživi odrešitev - ponovno preobrazbo - zaradi iskrene ljubezni, ki jo čuti do Zarike, Večne punčke.

## Izdaje
- Snoj, Jože: Škorček norček, Mladinska knjiga, Ljubljana 1988.

## Nekatera druga mladinska dela Jožeta Snoja
Proza 
- Avtomoto mravlje
- Domen brezdomi in deklica brez imena
- Barabákos in kosi ali Kako si je Pokovčev Igor po pravici prislužil in pošteno odslužil to ime
- Palčki so! : za vse tiste, ki še hodijo s plišastimi medvedki spat
- Srečni ščurek
- Hišica brez napisa
- Zakleta hiška
- Sanjska miška
- Zarika iz Zarje

 Poezija 
- Lajna drajna
- Stop za pesmico
- Pesmi za punčke